# Nick Driebergen
Nicolaas Driebergen –conocido como Nick Driebergen– (Rijnsburg, 19 de agosto de 1987) es un deportista neerlandés que compite en natación, especialista en el estilo espalda.
Ganó una medalla de bronce en el Campeonato Europeo de Natación de 2010 y dos medallas de bronce en el Campeonato Europeo de Natación en Piscina Corta, en los años 2007 y 2010.
Participó en dos Juegos Olímpicos de Verano, en los años 2008 y 2012, ocupando el séptimo lugar en Londres 2012, en la prueba de 4 × 100 m estilos.

## Palmarés internacional
| Campeonato Europeo                  | Campeonato Europeo       | Campeonato Europeo | Campeonato Europeo |
| Año                                 | Lugar                    | Medalla            | Prueba             |
| ----------------------------------- | ------------------------ | ------------------ | ------------------ |
| 2010                                | Budapest (Hungría)       | Medalla de bronce  | 4 × 100 m estilos  |
| Campeonato Europeo en Piscina Corta |                          |                    |                    |
| Año                                 | Lugar                    | Medalla            | Prueba             |
| 2007                                | Debrecen (Hungría)       | Medalla de bronce  | 4 × 50 m estilos   |
| 2010                                | Eindhoven (Países Bajos) | Medalla de bronce  | 50 m espalda       |